# Баккан (провінція)

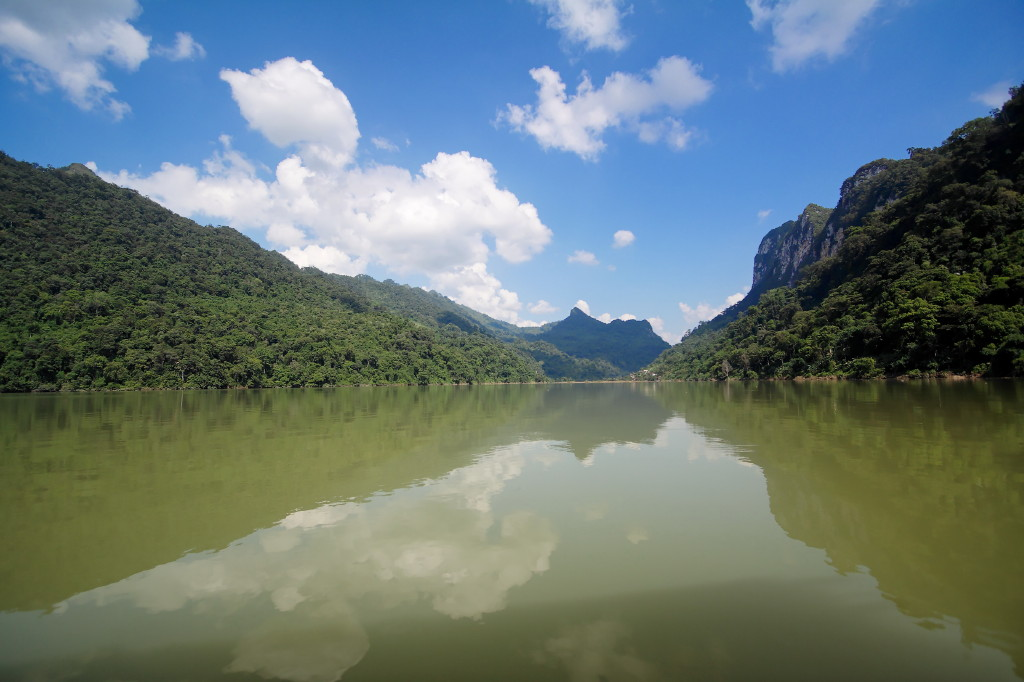
Озеро Бабі (Ba Bê) в однойменному національному парку

Баккан (в'єт. Bắc Kạn) — провінція на півночі В'єтнама. Баккан — найменша за кількістю населення провінція країни.
Клімат мусонний з двома сезонами: спекотним вологим і холодним сухим.

## Адміністративний поділ
Провінція Баккал складається з 7 повітів і адміністративного центру — містечка місцевого значення Баккан.
| - Містечко місцевого значення Баккан - Повіт Бабі - Повіт Батьтхонг - Повіт Тедон |  | - Повіт Темой - Повіт Нажі - Повіт Нганшон - Повіт Пакнам |  |  |

## Населення
За даними перепису 2009 року населення провінції Баккан становило 293 826 осіб, з них 148 119 (50,41 %) чоловіки і 145 707 (49,59 %) жінки, 246 643 (83,94 %) сільські жителі і 47 183 (16,06 %) жителі міст.
Національній склад населення (за даними перепису 2009 року): тай — 155 510 осіб (52,93 %), яо — 51 801 особа (17,63 %), в'єтнамці — 39 280 осіб (13,37 %), нунг — 27 505 осіб (9,36 %), мяо — 17 470 особи (5,95 %), інші — 2 260 осіб (0,77 %).